# Інженерний коледж імені Ґовінда Баллабха Панта
Інженерний коледж імені Ґовінда Баллабха Панта (англ. Govind Ballabh Pant Engineering College, GBPEC) — автономний інженерний і технологічний інститут біля міста Паурі в окрузі Паурі-Ґархвал індійського штату Уттаракханд. Він був заснований в 1989 році на названий на честь уродженця штату борця за незалежність Індії Ґовінда Баллабха Панта. Коледж розташований в Гімалаях на висоті 1800 м, вкриваючи територію 68 га. Коледж фінансується виключно урядом штату та керується Радою губернаторів при міністрі технічного розвитку.